# Stazione di Tsukinoki
La stazione di Tsukinoki (槻木駅?, Tsukinoki-eki) è una stazione ferroviaria situata nella cittadina di Shibata, nella prefettura di Miyagi, ed è servita dalla linea principale Tōhoku della JR East e dalla linea Abukuma Express, a gestione privata della quale è capolinea ferroviario.

## Linee
East Japan Railway Company
■ Linea principale Tōhoku
Abukuma Express
■ Linea Abukuma Express

## Struttura
La stazione è dotata di un marciapiede a isola e uno laterale con tre binari passanti in superficie. I vari binari sono collegati da un sovrappassaggio, e il fabbricato viaggiatori contiene una sala d'attesa, una biglietteria automatica e presenziata (aperta dalla 6:30 alle 20:30), un'agenzia di viaggi, un kombini (aperto dalle 6:45 alle 18:30) e tornelli di accesso automatici con supporto alla biglietteria elettronica Suica.
| 1 | ■ Linea principale Tōhoku | per Shiroishi, Fukushima e Kōriyama   |
| 2 | ■ Linea Abukuma Express   | per Kakuda, Marumori e Yanagawa       |
| 2 | ■ Linea principale Tōhoku | per Sendai (compresi servizi Abukuma) |
| 3 | ■ Linea principale Tōhoku | per Natori, Sendai, Rifu e Kogota     |

## Stazioni adiacenti
| «                       | Servizio                  | »                       |
| Linea principale Tōhoku | Linea principale Tōhoku   | Linea principale Tōhoku |
| ----------------------- | ------------------------- | ----------------------- |
| Funaoka                 | Locale Sendai City Rabbit | Iwanuma                 |
| Linea Abukuma Express   |                           |                         |
| Higashi-Funaoka         | Locale                    | Capolinea               |